# スターセイバー (トランスフォーマー)
スターセイバー（Star Saber）はハスブロとタカラ（現･タカラトミー）が展開するロボット玩具シリーズ、トランスフォーマーに登場する架空のキャラクター。

## 概要
『戦え!超ロボット生命体 トランスフォーマーV』のサイバトロン銀河系第1方面軍の司令官。初登場は第1話「宇宙の勇者スターセイバー」。声優は田中秀幸。
出身はV惑星。宇宙に4人しかいないブレインマスターの1人であり、本体の名前はセイバー。勇気のブレインを持つ。ジェット機に変形し、支援メカであるVスターと合体しスターセイバーとなる。武器「セイバーブレード」による剣術の使い手であり宇宙を渡り歩いてきた、その宇宙一といわれる剣の腕を買われて、司令官に選ばれたという経緯がある。
性格は普段は物静かだが、戦いでは力の限り正義を貫く。人類のためには我が身を顧みない。それ故に部下からの信頼も厚い。指揮官として有能であるのみならず、各方面軍、支部同士の連携と相互支援の実現など戦略・組織力面でも多くの総司令官の中でも長けている。必要以上に敵を追いつめることはせず、負傷しながらも庇い合った恐竜戦隊に対しては「次に戦うまで傷を治しておけ」と言って見逃したこともある。その人柄は正義は似合わないと語る傭兵のグレートショットからも尊敬と友情を向けられるほど。
出撃する際の台詞は「SAY GO（セイゴー）!」。 次回予告での決め台詞は「さぁ君も一緒にLET'S SAY GO!」

## 各形態

### セイバー
スターセイバーの本体。本編ではこの状態でもスターセイバーと呼ばれていた。普段はこの状態で生活することが多い。また本体として体内にブレインを格納しているが、変形シークエンスの中に登場するのみで、単体での活躍はなかった。
武器は「セイバーブレード」の他「セイバーレーザー」という銃を携帯。

### Vスター
スターセイバーの後部部分をなす支援戦闘機。単体でも戦闘可能。ジャンが操縦し支援することもある。またスターセイバーが乗って戦うこともあり、そのときの掛け声は「RIDE ON（ライドオン）!」。
戦闘基地形態ファイヤーベースにも変形可能。

### 総司令官スターセイバー
セイバーとVスターが合体した姿。バトルアップでバトルフェイスを被ることにより能力を高めた戦闘形態になる。
「セイバーブレード」の他、頭部の「フォトンバルカン」、両肩の「サイコミサイル」など内蔵火器も多彩。セイバーブレードは光線のエネルギーアローを放ったり、エネルギーを帯びさせるブレインウェーブで敵を痺れさせたり、バリヤーを発生させることも可能。必殺技は「プラネタリーインパルスソード」。

### 究極総司令官ビクトリーセイバー
初登場は第30話「逆転!必殺のビクトリー合体」。スターセイバーを本体に、ビクトリーレオが肩・背部・脚部に合体して完成する。パワーと飛行速度が数倍に上がり、ビクトリーレオがブースターに変形し、飛行形態にも合体可能。
ビクトリーレオのVロックライフルやVロックキャノンをメインウェポンとして使用し、超大型ジェット形態での一斉砲撃は月すら破壊すると言われる。デストロンのいずれの合体TFをも受け付けない圧倒的な実力を作中では見せつけた。
玩具のテックスペックのデータが初めてオール10になったキャラクター。

## 漫画版
テレビマガジンで掲載された漫画版ではサイバトロン総司令官として登場。初登場は第1話「かっこいいぞ! ぼくらのみかた、スターセイバー!」。デスザラスとは50万年来の宿敵であり、幼馴染みと設定されている。
第7話「最強コンビ、勝利の合体!」ではデストロンの大攻撃により窮地に立たされるが、そこに駆け付けたビクトリーレオの助けによりビクトリーセイバーに合体可能となる。
最終回「そうぜつ! ビクトリー大戦争」 ではデストロン巨大要塞基地に仲間たちを突入させ、要塞の外でデスザラスと一騎討ちになる。窮地に追い込まれたスターセイバーだったが、要塞内に残っていたレオザックがデスザラスを裏切り、要塞からの破壊光線でデスザラスもろともスターセイバーの抹殺にかかった。デスザラスに肩を貸し、要塞に突入、レオザックに一撃を加えこれを制する。その後、デスザラス率いるデストロンのエネルギー略奪の目的は要塞都市にいる家族や仲間を守るためだったことが判明。スターセイバーは少年時代の自分たちのことを説き、デスザラスと和解。彼とVの字に見立てた握手を交わし、ビクトリー戦争は終結する。
『Z』のコミック版ではOVAと展開は同じだが、ビクトリーセイバーではなくスターセイバーとして登場する。

## 玩具
1989年4月に「C-324」のナンバーを与えられて発売。40万個売り上げるヒット商品となった。パッケージは横型と縦形の2種類のバリエーションが存在する。10月にはビクトリーレオとのセット販売としてビクトリーセイバーが「C-328」として発売された。開発担当は国弘高史。
また開発スタッフの1人、大野光仁は日本オリジナル製品として生み出されたことは大きく、勇者シリーズの原点といえるキャラクターと述べている。

### その他の玩具
トランスフォーマーガム
カバヤから発売。組み立て式の軟質プラ樹脂ミニプラモ。シリーズ第11弾にラインナップ。13弾にはビクトリーセイバーもラインナップされている。
トランスフォームJr.
セブンより発売された。
スーパーコレクションフィギュア トランスフォーマー　ジェネレーション1
彩色済みコレクションフィギュア。ACT-7「ビクトリー編」にラインナップ。 ボーナスパーツによりビクトリーセイバーに合体可能。

## マイクロン伝説
マイクロンのマッハ / Jetstorm、ジェッター / Runway、シャトラー / Sonarの3体が合体した宇宙最強の剣スターセイバーが登場。

### 玩具（マイクロン伝説）
日本では2002年12月27日に「MM-02 エアディフェンスマイクロン」として発売。ホットロッドとのセット箱「MS-01 ホットロッド&エアディフェンスマイクロン」、クリアレッドで成型した特別カラー・エクスティメンションズが「MM-07」も発売されている。
2003年2月1日には、アニメに準拠した色クリアブルー版がアニメEDシングルCDに付属。

## ロボットマスターズ
『V』の時代と同一人物。ギガントボムを追って『V』の時代から2005年の地球に到来。声優は矢部雅史。
本作品ではセイバーとしての登場はなく、ビクトリーレオと合体し、ビクトリーセイバーになるが、合体後「ビクトリーセイバー、スタンバイ・フィニッシュ!」と叫ぶようになっている。

### 活躍
OVA第1話では爆心地の調査に向かう中、スタースクリームと遭遇。合流してきたビクトリーレオとビクトリーセイバーに合体し、戦う。
OVA第2話ではG1コンボイに加勢、Vロックライフルを渡すが、リバースコンボイに撃墜される。デストロン撃退後はG1コンボイ、ビクトリーレオと共に各地に散ったソリタリウムに向かったデストロンの追撃に向かう。

### 玩具（ロボットマスターズ）
2004年11月に「RM-15」のナンバーを与えられて発売。彩色をメタリックカラーに変更したビクトリーレオとのセット箱「RM-17　ビクトリーセイバー」も発売されている。武器はセイバーブレードの他サーマルショットが付属。
他にも「e-HOBBY SHOP」限定で「ビクトリーセイバー・限定ブラックバージョン」も発売されている。
2009年のトランスフォーマーガムではこちらのバージョンが発売されている。

## アームズマイクロン
2012年放送『トランスフォーマープライム』のアームズマイクロンシリーズでは、アームズマイクロンのいくつかの組み合わせに名称がつけられており、オプティマスプライム付属「オーピー」とバンブルビー付属「ビーツー」とラチェット付属「アルエ」を組み合わせた形態をスターセイバーと呼称している。

## 補足
玩具デザインに携わった斎藤まさかつは当初主役ということを知らされておらず、後にそれを知って驚いた。